# Крекио
Крекио (итал. Crecchio) је насеље у Италији у округу Кјети, региону Абруцо.
Према процени из 2011. у насељу је живело 523 становника. Насеље се налази на надморској висини од 205 м.

## Становништво
| 1931. | 1936. | 1951. | 1961. | 1971. | 1981. | 1991. | 2001. | 2011. |
| ----- | ----- | ----- | ----- | ----- | ----- | ----- | ----- | ----- |
| 3.836 | 3.904 | 3.765 | 3.366 | 3.139 | 3.167 | 3.184 | 3.052 | 2.932 |

## Партнерски градови
- Lariano